# 大苞萱草
大苞萱草（学名：Hemerocallis middendorfii）是萱草科萱草属的植物。分布在俄罗斯、朝鲜、日本以及中国大陆的辽宁、黑龙江、吉林等地，生长于海拔200米至1,400米的地区，常生于草甸、林下、湿地以及草地上。嫩叶和嫩花可食用。

## 别名
大花萱草（东北植物检索表）

## 變種
- Hemerocallis middendorffii var. middendorfii
- Hemerocallis middendorffii var. longibracteata Z. T. Xiong